# Football Club Nordsjælland 2016-2017
Questa voce raccoglie le informazioni riguardanti il Football Club Nordsjælland nelle competizioni ufficiali della stagione 2016-2017.

## Maglie e sponsor
Lo sponsor tecnico per la stagione 2016-2017 sarà Diadora, mentre lo sponsor ufficiale sarà DHL. La divisa casalinga è completamente rossa con motivi bianchi. Quella da trasferta è invece completamente azzurra con motivi bianchi.

## Calciomercato

### Sessione estiva
| Acquisti | Acquisti          | Acquisti        | Acquisti      |
| R.       | Nome              | da              | Modalità      |
| -------- | ----------------- | --------------- | ------------- |
| C        | Divine Naah       | Manchester City | prestito      |
| C        | Mohammed Fellah   | Esbjerg         | gratuito      |
| C        | Mathias Rasmussen | Start           | ?             |
| P        | Indy Groothuizen  | Ajax            | prestito      |
| C        | Oliver Thychosen  | Vejle           | fine prestito |

| Cessioni | Cessioni              | Cessioni          | Cessioni                 |
| R.       | Nome                  | a                 | Modalità                 |
| -------- | --------------------- | ----------------- | ------------------------ |
| C        | Emre Mor              | Borussia Dortmund | definitivo (7 milioni €) |
| C        | Johannes Ritter       | Helsingør         | gratuito                 |
| C        | Martin Vingaard       | T.B. Rowdies      | gratuito                 |
| C        | Oliver Thychosen      | Viborg            | ?                        |
| C        | David Moberg Karlsson | IFK Norrköping    | ?                        |
| P        | David Jensen          | Utrecht           | ?                        |
| D        | Jonathan Vervoort     |                   | svincolato               |
| C        | Divine Naah           | Manchester City   | fine prestito            |

## Stagione

### Superligaen 2016-2017
| Viborg 15 luglio 2016, ore 18:00 CET                                              | Viborg    | 0 – 4 referto                                   | Nordsjælland | Viborg Stadion |
| \| \| \| \| \| \| Marcatori \| 23’ Mikkelsen 30’ Ingvartsen 58’ Ramón 64’ John \| |           |                                                 |              |                |
|                                                                                   |           |                                                 |              |                |
|                                                                                   | Marcatori | 23’ Mikkelsen 30’ Ingvartsen 58’ Ramón 64’ John |              |                |

| Farum 24 luglio 2016, ore 18:00 CET                                                  | Nordsjælland | 0 – 4 referto                                      | Midtjylland | Farum Park |
| \| \| \| \| \| \| Marcatori \| 68’ (rig.) Poulsen 75’, 82’ (rig.) Sisto 88’ Novák \| |              |                                                    |             |            |
|                                                                                      |              |                                                    |             |            |
|                                                                                      | Marcatori    | 68’ (rig.) Poulsen 75’, 82’ (rig.) Sisto 88’ Novák |             |            |

| Copenaghen 30 luglio 2016, ore 16:00 CET                              | Copenaghen | 4 – 0 referto | Nordsjælland | Parken Stadium |
| \| \| \| \| \| Pavlovic 21’ Falk 39’ Kusk 63’, 69’ \| Marcatori \| \| |            |               |              |                |
|                                                                       |            |               |              |                |
| Pavlovic 21’ Falk 39’ Kusk 63’, 69’                                   | Marcatori  |               |              |                |

| Farum 7 agosto 2016, ore 13:00 CET                                        | Nordsjælland | 1 – 2 referto                | Aalborg | Farum Park |
| \| \| \| \| \| Jensen 45’ \| Marcatori \| 75’ Meilinger 90’ Holgersson \| |              |                              |         |            |
|                                                                           |              |                              |         |            |
| Jensen 45’                                                                | Marcatori    | 75’ Meilinger 90’ Holgersson |         |            |

| Odense 14 agosto 2016, ore 16:00 CET                                             | Odense    | 3 – 1 referto  | Nordsjælland | Stadio Fionia Park |
| \| \| \| \| \| Mikkelsen 53’, 82’ Petersen 57’ \| Marcatori \| 81’ Ingvartsen \| |           |                |              |                    |
|                                                                                  |           |                |              |                    |
| Mikkelsen 53’, 82’ Petersen 57’                                                  | Marcatori | 81’ Ingvartsen |              |                    |

| Farum 19 agosto 2016, ore 18:00 CET                       | Nordsjælland | 1 – 1 referto | Randers | Farum Park |
| \| \| \| \| \| Donyoh 64’ \| Marcatori \| 18’ Kallesøe \| |              |               |         |            |
|                                                           |              |               |         |            |
| Donyoh 64’                                                | Marcatori    | 18’ Kallesøe  |         |            |

| Lyngby-Taarbæk 26 agosto 2016, ore 20:15 CET     | Lyngby    | 0 – 1 referto  | Nordsjælland | Stadio Lyngby |
| \| \| \| \| \| \| Marcatori \| 40’ Ingvartsen \| |           |                |              |               |
|                                                  |           |                |              |               |
|                                                  | Marcatori | 40’ Ingvartsen |              |               |

| Århus 12 settembre 2016, ore 19:00 CET                                          | Aarhus    | 3 – 1 referto  | Nordsjælland | Atletion |
| \| \| \| \| \| Duncan 65’, 73’ Juelsgaard 82’ \| Marcatori \| 41’ Ingvartsen \| |           |                |              |          |
|                                                                                 |           |                |              |          |
| Duncan 65’, 73’ Juelsgaard 82’                                                  | Marcatori | 41’ Ingvartsen |              |          |

| Farum 18 settembre 2016, ore 12:00 CET                                                   | Nordsjælland | 2 – 3 referto                      | SønderjyskE | Farum Park |
| \| \| \| \| \| Asante 11’ Lund 26’ \| Marcatori \| 48’ Uhre 55’ Drachmann 64’ Luijckx \| |              |                                    |             |            |
|                                                                                          |              |                                    |             |            |
| Asante 11’ Lund 26’                                                                      | Marcatori    | 48’ Uhre 55’ Drachmann 64’ Luijckx |             |            |

| Horsens 21 settembre 2016, ore 20:00 CET | Horsens | 0 – 0 referto | Nordsjælland | CASA Arena Horsens |

| Farum 25 settembre 2016, ore 20:00 CET                                  | Nordsjælland | 3 – 0 referto | Esbjerg | Farum Park |
| \| \| \| \| \| Ingvartsen 23’ (rig.), 90’ Donyoh 34’ \| Marcatori \| \| |              |               |         |            |
|                                                                         |              |               |         |            |
| Ingvartsen 23’ (rig.), 90’ Donyoh 34’                                   | Marcatori    |               |         |            |

| Silkeborg 30 settembre 2016, ore 20:15 CET                                           | Silkeborg | 2 – 2 referto            | Nordsjælland | MASCOT Park |
| \| \| \| \| \| Scheel 45+1’ Helenius 67’ \| Marcatori \| 6’ Donyoh 82’ Ingvartsen \| |           |                          |              |             |
|                                                                                      |           |                          |              |             |
| Scheel 45+1’ Helenius 67’                                                            | Marcatori | 6’ Donyoh 82’ Ingvartsen |              |             |

| Farum 16 ottobre 2016, ore 16:00 CET                     | Nordsjælland | 1 – 1 referto | Brøndby | Farum Park |
| \| \| \| \| \| Donyoh 55’ \| Marcatori \| 83’ Kliment \| |              |               |         |            |
|                                                          |              |               |         |            |
| Donyoh 55’                                               | Marcatori    | 83’ Kliment   |         |            |

| Aalborg 21 ottobre 2016, ore 18:00 CET                      | Aalborg   | 1 – 1 referto  | Nordsjælland | Aalborg Stadion |
| \| \| \| \| \| Maehle 77’ \| Marcatori \| 54’ Ingvartsen \| |           |                |              |                 |
|                                                             |           |                |              |                 |
| Maehle 77’                                                  | Marcatori | 54’ Ingvartsen |              |                 |

| Farum 28 ottobre 2016, ore 20:15 CET                                                                                       | Nordsjælland | 4 – 3 referto                                 | Viborg | Farum Park |
| \| \| \| \| \| Asante 12’ Donyoh 24’ Marcondes 74’, 90+6’ \| Marcatori \| 54’ Keller 57’ (rig.) Frederiksen 89’ Stankov \| |              |                                               |        |            |
| |              |                                               |        |            |
| Asante 12’ Donyoh 24’ Marcondes 74’, 90+6’                                                                                 | Marcatori    | 54’ Keller 57’ (rig.) Frederiksen 89’ Stankov |        |            |

| Randers 5 novembre 2016, ore 16:00 CET                              | Randers   | 2 – 1 referto | Nordsjælland | Stadio Essex Park Randers |
| \| \| \| \| \| Ishak 30’ Olsen 83’ \| Marcatori \| 5’ Ingvartsen \| |           |               |              |                           |
|                                                                     |           |               |              |                           |
| Ishak 30’ Olsen 83’                                                 | Marcatori | 5’ Ingvartsen |              |                           |

| Farum 19 novembre 2016, ore 16:00 CET                                                  | Nordsjælland | 3 – 2 referto       | Aarhus | Farum Park |
| \| \| \| \| \| Marcondes 7’, 61’ Ingvartsen 40’ \| Marcatori \| 3’ Stage 70’ Junker \| |              |                     |        |            |
|                                                                                        |              |                     |        |            |
| Marcondes 7’, 61’ Ingvartsen 40’                                                       | Marcatori    | 3’ Stage 70’ Junker |        |            |

| Esbjerg 27 novembre 2016, ore 16:00 CET                                           | Esbjerg   | 2 – 2 referto             | Nordsjælland | Blue Water Arena |
| \| \| \| \| \| Söder 49’ McGrath 90’ \| Marcatori \| 12’ Ingvartsen 79’ Asante \| |           |                           |              |                  |
|                                                                                   |           |                           |              |                  |
| Söder 49’ McGrath 90’                                                             | Marcatori | 12’ Ingvartsen 79’ Asante |              |                  |

| Arbitro: | Kim Aabech |

|                              |           |            |
| Marcondes 80’ Ingvartsen 86’ | Marcatori | 30’ Aabech |

| Arbitro: | Kim Aabech |

|  |           |               |
|  | Marcatori | 53’ Festersen |

| Haderslev 9 dicembre 2016, ore 20:15 CET | SønderjyskE | 0 – 0 referto | Nordsjælland | Haderslev Fodboldstadion |

## Statistiche
- Vittorie: 1
- Vittorie in casa: 0
- Vittorie in trasferta: 1
- Pareggi: 0
- Pareggi in casa: 0
- Pareggi in trasferta: 0
- Sconfitte: 4
- Sconfitte in casa: 2
- Sconfitte in trasferta: 2
- Gol fatti: 6
- Gol subiti: 13
- Differenza reti: -7
- Miglior marcatore:  Marcus Ingvartsen (2)
- Miglior vittoria:  Viborg 0-4  Nordsjælland
- Peggior sconfitta:  Nordsjælland 0-4  Midtjylland e  Copenaghen 0-4  Nordsjælland
- Vittoria con più gol segnati:  Viborg 0-4  Nordsjælland
- Sconfitta con più gol subiti:  Nordsjælland 0-4  Midtjylland e  Copenaghen 0-4  Nordsjælland
- Partita con più gol:  Viborg 0-4  Nordsjælland  Nordsjælland 0-4  Midtjylland  Copenaghen 4-0  Nordsjælland e  Odense 3-1  Nordsjælland

## Rosa
| N. |                        | Ruolo | Calciatore           |
| -- | ---------------------- | ----- | -------------------- |
| 1  | Danimarca (bandiera)   | P     | David Jensen         |
| 3  | Danimarca (bandiera)   | D     | Pascal Gregor        |
| 4  | Danimarca (bandiera)   | D     | Andreas Maxsø        |
| 5  | Brasile (bandiera)     | D     | Ramón Rodrígues      |
| 6  | Danimarca (bandiera)   | C     | Lasse Petry          |
| 7  | Slovacchia (bandiera)  | C     | Stanislav Lobotka    |
| 8  | Tanzania (bandiera)    | D     | Patrick Mtiliga      |
| 9  | Danimarca (bandiera)   | C     | Tobias Mikkelsen     |
| 12 | Paesi Bassi (bandiera) | A     | Joshua John          |
| 16 | Islanda (bandiera)     | P     | Rúnar Alex Rúnarsson |
| 17 | Danimarca (bandiera)   | D     | Andreas Skovgaard    |
| 18 | Danimarca (bandiera)   | C     | Emiliano Marcondes   |

| N. |                      | Ruolo | Calciatore           |
| -- | -------------------- | ----- | -------------------- |
| 19 | Danimarca (bandiera) | A     | Marcus Ingvartsen    |
| 20 | Danimarca (bandiera) | D     | Nicklas Mouritsen    |
| 21 | Danimarca (bandiera) | A     | Johannes Ritter      |
| 22 | Danimarca (bandiera) | D     | Mads ‘Mini’ Pedersen |
| 23 | Danimarca (bandiera) | C     | Mathias Jensen       |
| 24 | Danimarca (bandiera) | C     | Christian Køhler     |
| 25 | Danimarca (bandiera) | A     | Adnan Mohammad       |
| 27 | Danimarca (bandiera) | A     | Souheib Dhaflaoui    |
| 28 | Danimarca (bandiera) | P     | Peter Vindahl Jensen |
| 31 | Ghana (bandiera)     | A     | Godsway Donyoh       |
| 33 | Ghana (bandiera)     | C     | Nicolai Jørgensen    |
| 34 | Ghana (bandiera)     | D     | Nicolai Jørgensen    |
|    | Danimarca (bandiera) | D     | Viktor Tranberg      |